# Eurythenes
Eurythenes är ett släkte av kräftdjur. Eurythenes ingår i familjen Lysianassidae.
Kladogram enligt Catalogue of Life:
| Eurythenes | \| \| Eurythenes gryllus \| \| \| \| \| \| Eurythenes obesus \| \| \| \| |
|            | \| \| Eurythenes gryllus \| \| \| \| \| \| Eurythenes obesus \| \| \| \| |
|            | Eurythenes gryllus                                                       |
|            |                                                                          |
|            | Eurythenes obesus                                                        |
|            |                                                                          |

## Bildgalleri

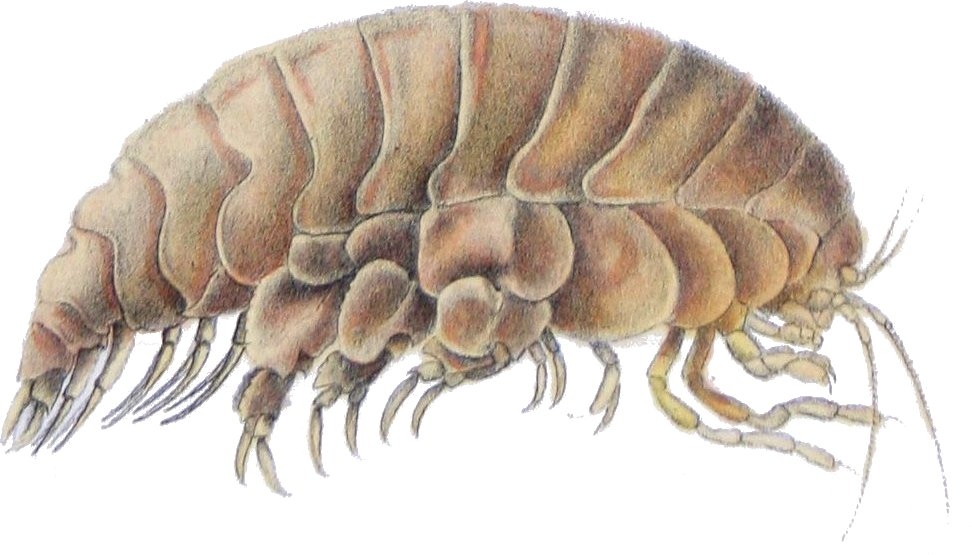
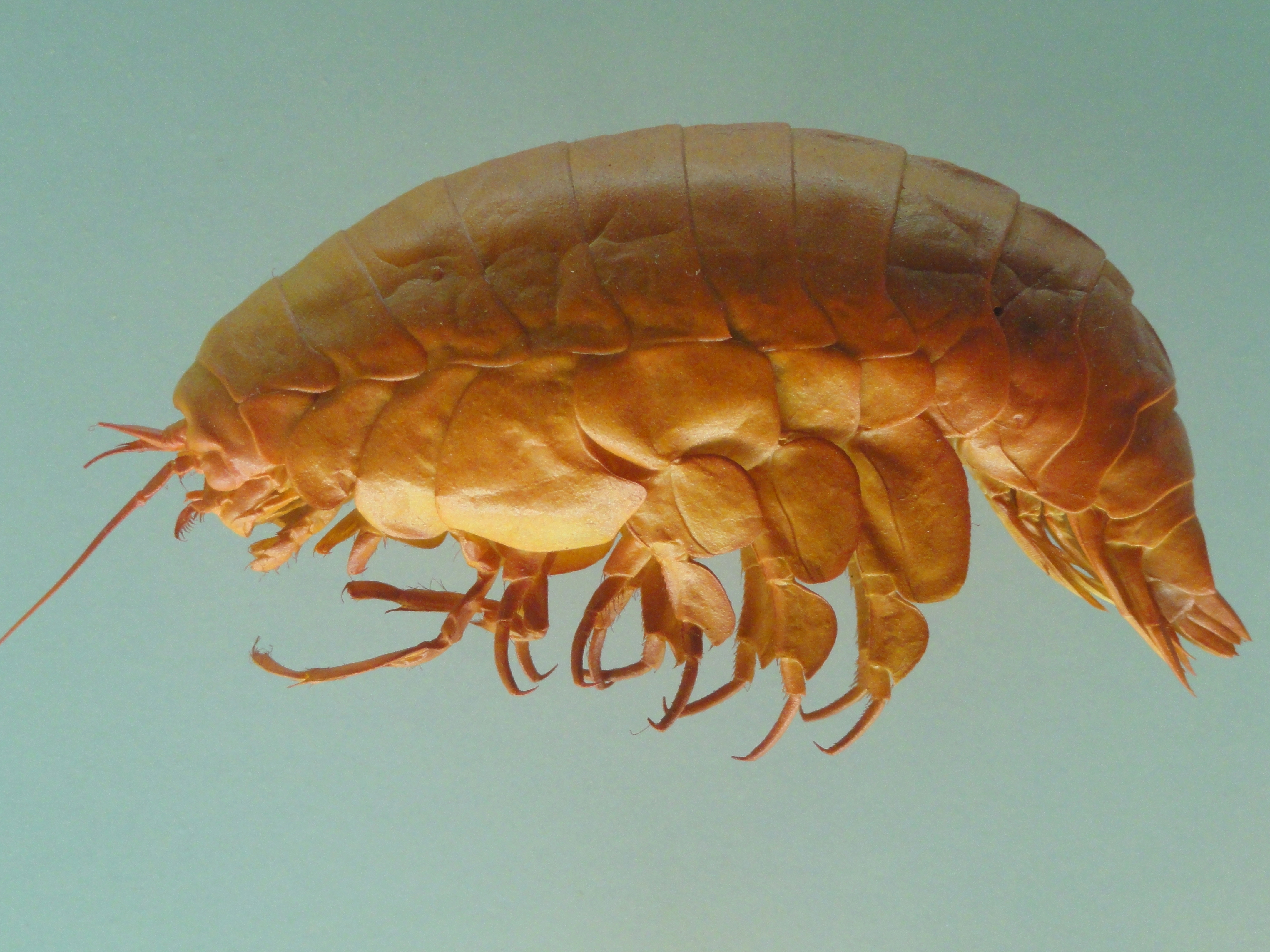
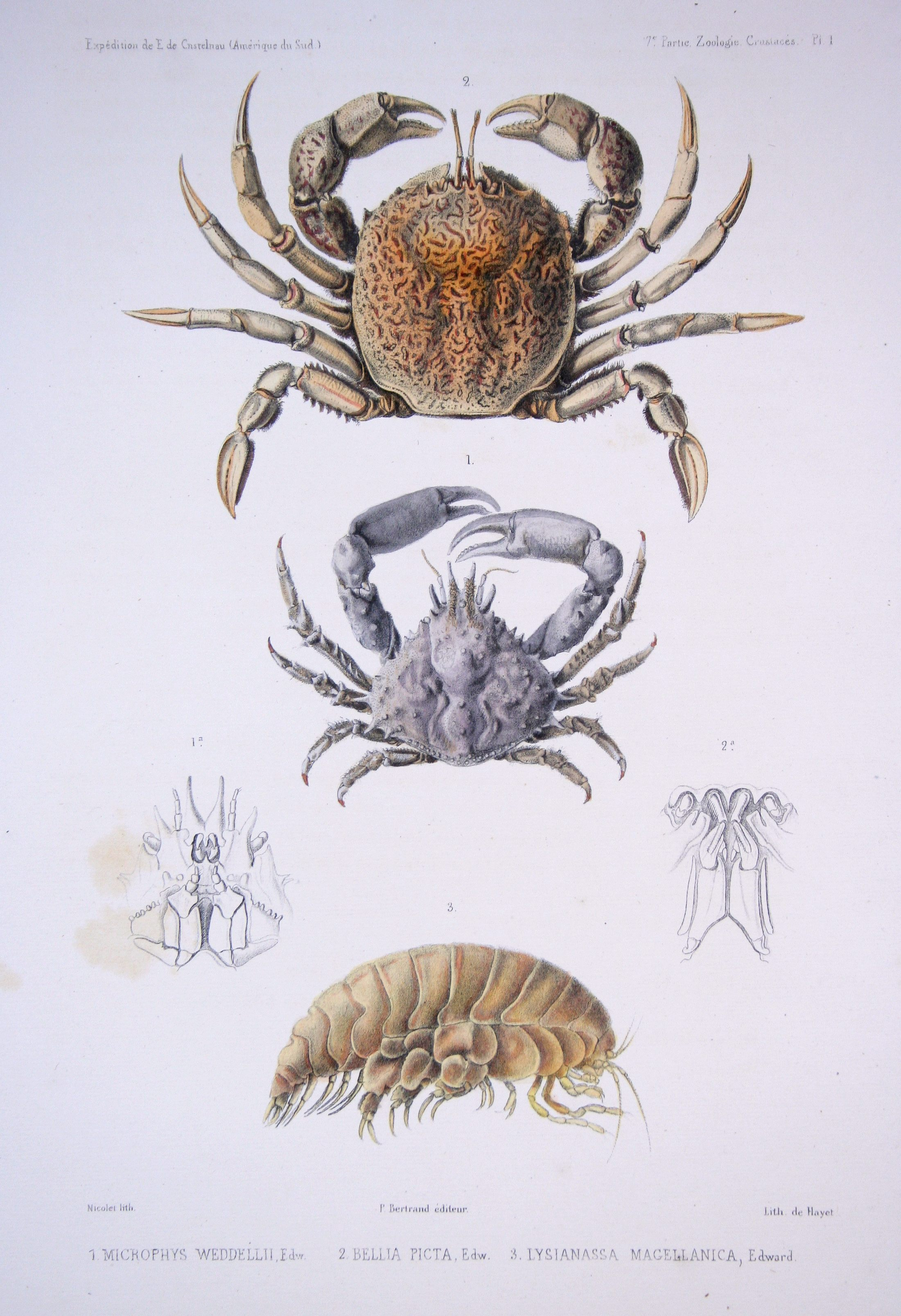